# Kalte Kuchl
Die Kalte Kuchl ist eine Passlandschaft in den Gutensteiner Alpen in Niederösterreich. Sie bildet einen Übergang über den Alpenhauptkamm zwischen Hegerberg (1179 m) und Jochart (1266 m) und weist eine Passhöhe von 728 m ü. A. auf.

## Lage und Straßen
Die Kalte Kuchl verbindet Kleinzell im Norden mit Schwarzau im Gebirge im Süden.
Direkt auf der Passhöhe befindet sich die Gemeindegrenze zwischen Kleinzell und Rohr im Gebirge. Das dort befindliche gleichnamige Gasthaus sowie eine Straße nach Westen zum Ochsattel gehört ebenso wie die wenigen Häuser des Ortes zu Kleinzell. Die Häuser südlich, wie auch westlich (Naglreith/Werasöd) gehören zur Langseite der Gemeinde Rohr im Gebirge.
Über den Sattel führt die B21 Gutensteiner Straße Wiener Neustadt – Mariazell, eine Verbindung über den Rohrer Sattel zum Piestingtal im Osten. Sie quert nicht den Pass selbst, sondern führt zu noch einem weiteren, unscheinbaren Pass, die Flur In der Grün (um 800 m), und führt bei Werasöd weiter über den Ochsattel zum Traisental im Westen. Nach Norden zweigt hier davon die L133 nach Rainfeld an der Gölsen ab.

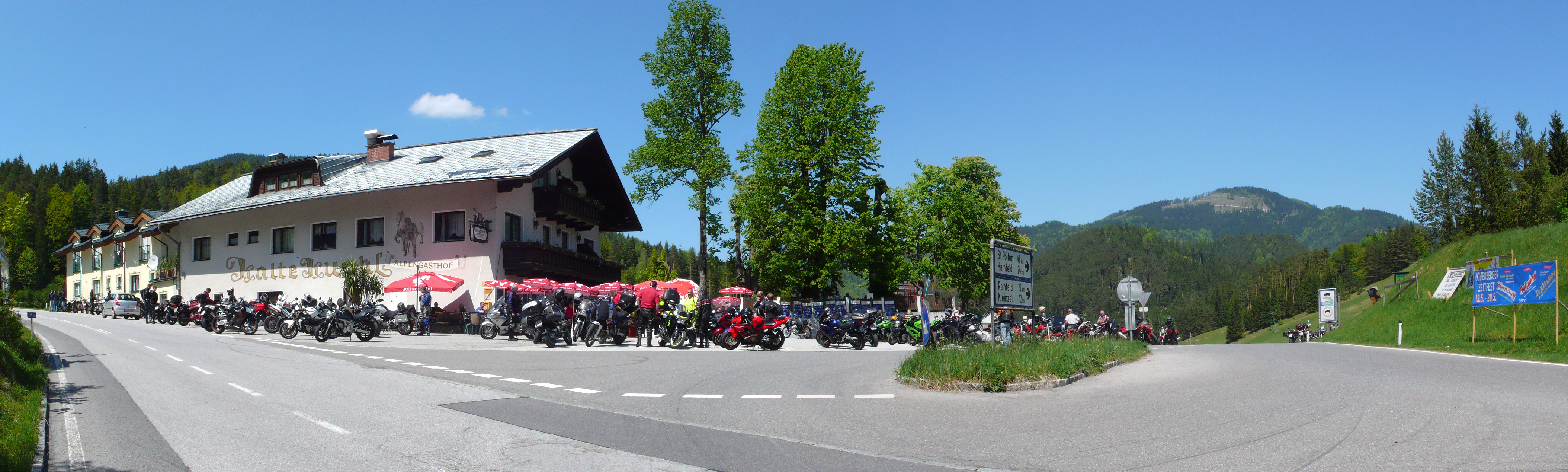
Straßenkreuzung mit Gasthaus Kalte Kuchl

## Geschichte
Die aus dem 11. Jahrhundert stammende Wegkreuzung wurde als Kasten Khuen, das Sommerweide bedeutet, im Jahr 1335 erstmals urkundlich erwähnt.
Eine erste Raststätte entstand im 15. Jahrhundert. Sie wurde aber im Jahr 1756 umgestaltet. Seit vier Generationen ist der wohlbekannte Gasthof in Familienbesitz.
Mit der Zeit wuchs die kleine Raststätte. 1975 wurde das Gebäude renoviert, aufgestockt und erhielt die jetzige Größe. Die alten Gemäuer und die Tramdecke in der Gaststube sind Zeitzeugen aus früheren Jahrhunderten.
Die Passstraße ist heute eine beliebte Motorradstrecke.

Die Kalte Kuchl in den Gutensteiner Alpen (Mitte links unten) und Umgebung um 1873 (Aufnahmeblatt der Landesaufnahme)

## Freilichtmuseum
Auf dem Platz der Kohlstatt, einer Köhlerei, richtete Rudolf Thron (1919–2017) das Freilichtmuseum Historische Volkskunde Kalte Kuchl ein. Weil der Ort an der Via Sacra liegt, wurde im Jahr 1993 auch eine Wallfahrerkapelle errichtet.

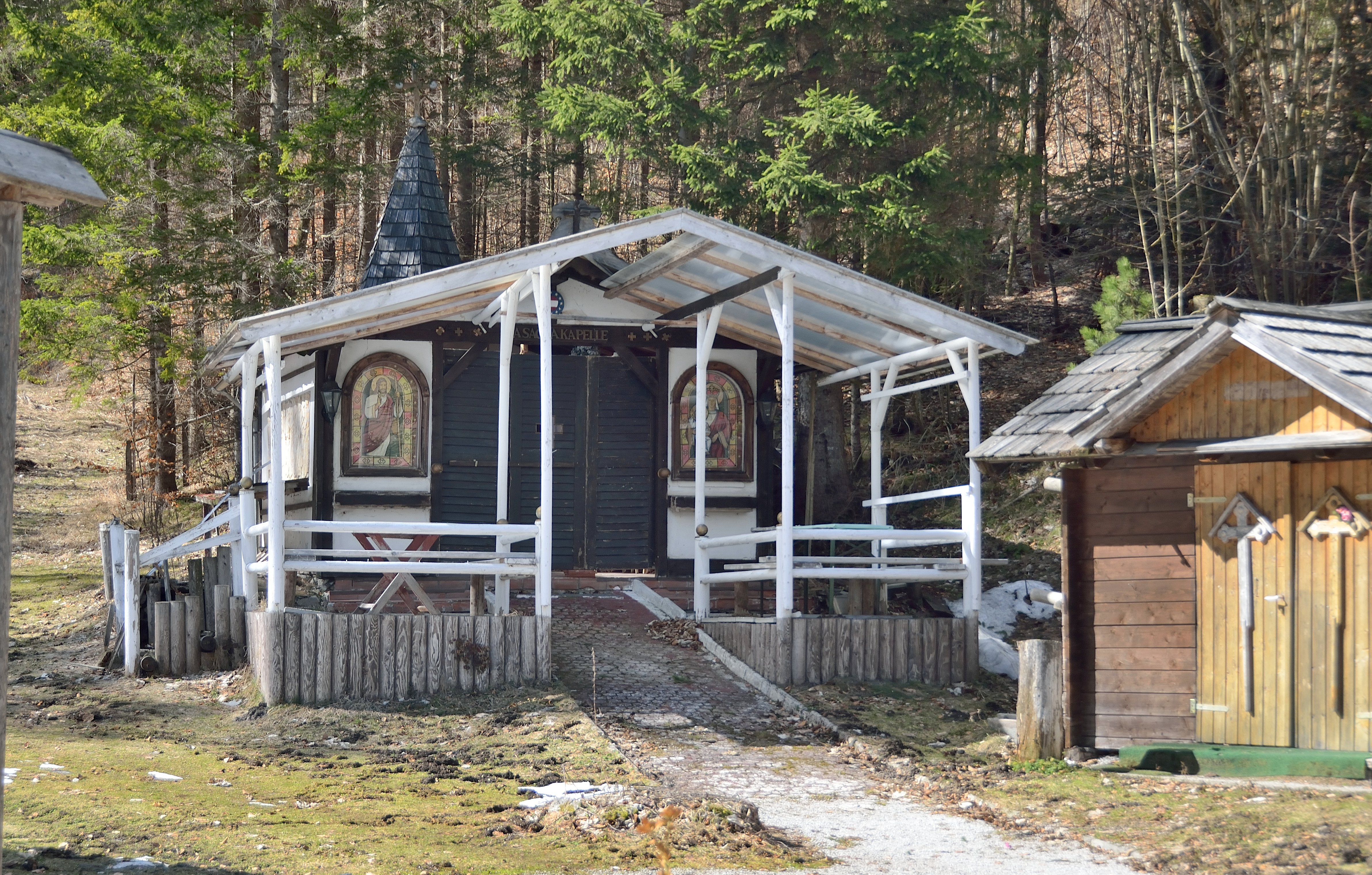
Wallfahrerkapelle
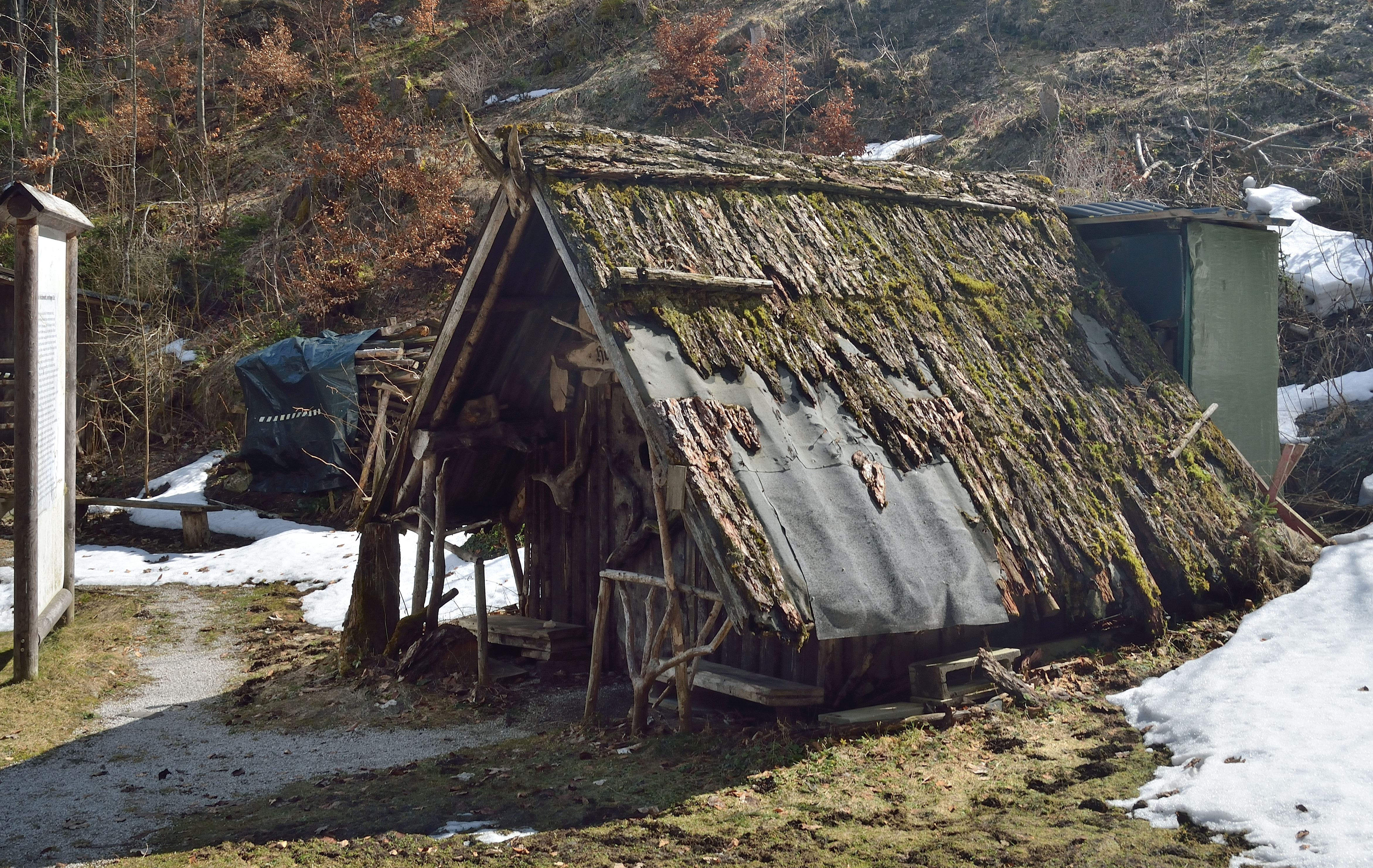
Holzknechthütte